# Leucostoma obsidianum
Leucostoma obsidianum är en tvåvingeart som först beskrevs av Christian Rudolph Wilhelm Wiedemann 1830.  Leucostoma obsidianum ingår i släktet Leucostoma och familjen parasitflugor. Inga underarter finns listade i Catalogue of Life.